# Florian Wolf-Roskosch

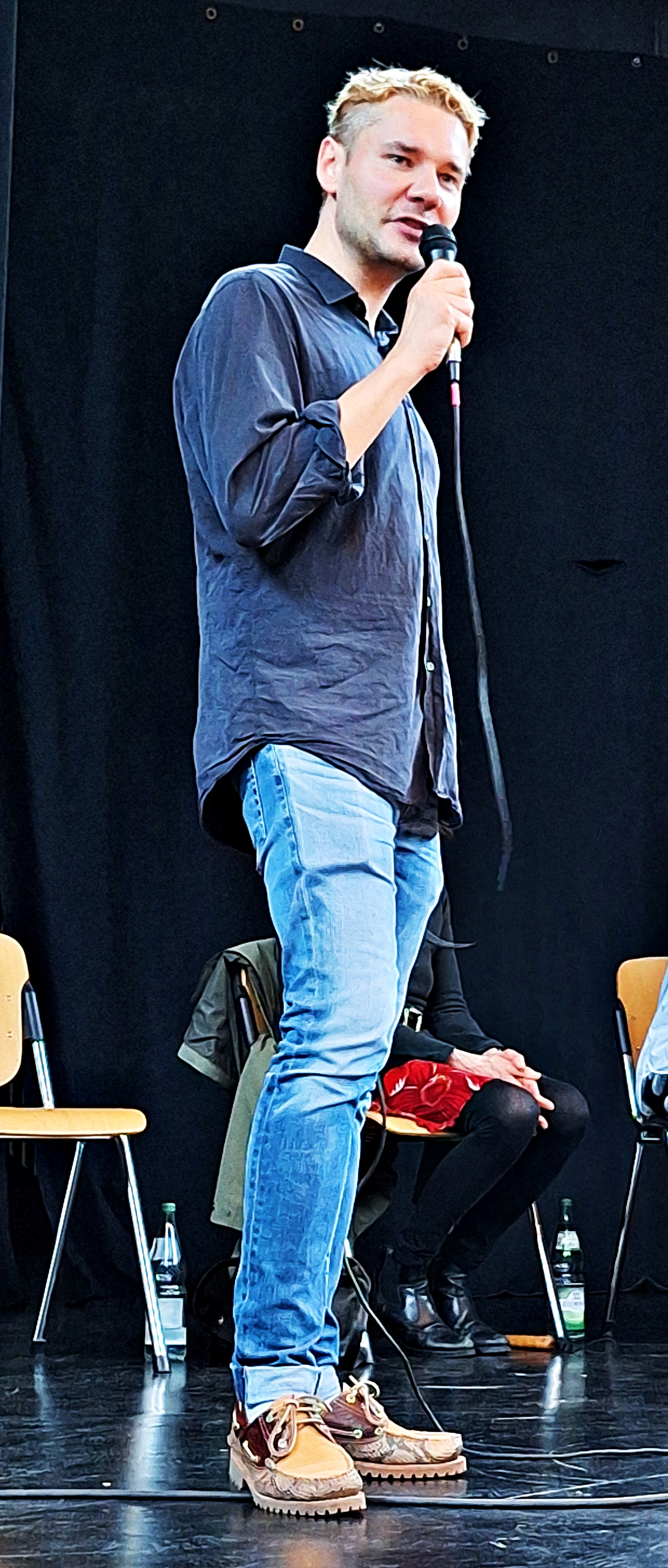

Florian Wolf-Roskosch (* 2. April 1983 in Berlin) ist ein deutscher Schriftsteller.

## Leben und Werk
Florian Wolf-Roskosch wuchs in Berlin-Lichtenrade auf. Bereits als Jugendlicher suchte er den Kontakt zu offenen Lesebühnen und ging mit seinem Schreiben an die Öffentlichkeit. Er erhielt u.a. einen Preis beim 10. Bundesweiten Wettbewerb „Schüler schreiben“ beim Treffen Junger Autoren, 1995. Seit dem 15. Lebensjahr schreibt er Gedichte und Kurzgeschichten und trug sie in Berliner Literaturvereinen und -foren vor. Themen waren v.a. das Großstadtleben sowie Mythologie und Geschichte. 
Ab 2002 studierte er Geschichte, Politikwissenschaft und Soziologie an der Humboldt-Universität zu Berlin. Sein Studium schloss er mit einem Magister Artium in Neuerer / Neuester Geschichte ab. Bis 2014 war er Lehrbeauftragter am Institut für Sozialwissenschaften der HU, mit dem Schwerpunkt Kultursoziologie und Soziologische Theorie. 
Mit 29 Jahren interviewte Wolf-Roskosch im Rahmen eines Praktikums im Presse- und Informationsamt der Bundesregierung die Bundeskanzlerin Angela Merkel im Video-Podcast der Bundeskanzlerin #05/2013 zu sozialwissenschaftlichen Fragen.
Seine Magisterarbeit wurde 2014 unter dem Titel "Ideologie der Waffen-SS" im Disserta Verlag Hamburg veröffentlicht. Zurzeit arbeitet er als Lehrer an einer Privatschule in Berlin, an der er die Fächer Geschichte, Politik, Geografie und Religion unterrichtet. 
Seine Autoren-Tätigkeit umfasst Gedichte, Kurzprosa, Essays und Theaterszenen. Er beschäftigt sich u.a. mit Ideengeschichte u. Philosophie sowie gesellschaftlichen und poetologischen Problemen. Im Berliner Anthea Verlag erschien 2019 sein Buch "Orpheus in Prag". Reiseerzählungen und Gedichte"; 2024 folgte sein Gedichtband "Kaleidoskop" im Verlag der 9 Reiche. 
Regelmäßig tritt er als Autor und Podiums-Teilnehmer bei literarischen Diskussionen und Reflexionen auf (u. a. Schwartzsche Villa, Lauter Niemand e.V., Klaus Mann Initiative Berlin e.V., Lettrétage Berlin, Literaturhaus Berlin, Terzo Mondo Berlin, Künstlerkolonie Berlin, Theater Tiyatrom Berlin). 
Florian Wolf-Roskosch ist ein Nachfahre des Dichters Gottfried Benn.

## Veröffentlichungen
- Ideologie der Waffen-SS: Ideologische Mobilmachung der Waffen-SS 1942-45. disserta Verlag, 2014, Online-Veröffentlichung 2016.[2]
- Orpheus in Prag. Reiseerzählungen und Gedichte. Mit Zeichnungen und Fotografien des Autors. Anthea Verlag Berlin 2019. ISBN 978-3-943583-57-1.
- Kaleidoskop. Gedichte. Mit Linolschnitten von Steffen Büchner, Lyrik-Edition NEUN, Bd. 38, Verlag der 9 Reiche Berlin, 2024, ISBN 978-3-948999-38-4.